# Fartura
Fartura este un oraș în São Paulo (SP), Brazilia.